# 稠酒
稠酒，又称称为黄桂稠酒，是陕西西安的一种以糯米为原料制成的酿造酒，為醪醴（汉语拼音：láo lǐ，注音符号：ㄌㄠˊ ㄌㄧˇ）或玉浆的一種，

## 口味
稠酒的酒精度数经过发酵可达10%至15%。稠酒口感甘美，不同于使用蒸馏技术生产的酒类。但是，稠酒不易保存，放置时间长会出现发酵和沉淀等现象，因此有“稠酒好喝，可惜带不出潼关”的感叹。

## 制作
将糯米拣净，用清水浸泡，蒸熟晾温，拌上含有白芷、荆芥和桂花的小曲，放到火炕用棉被焐着发酵，并不时转动坛子，使之受热均匀。根据坛心渗汁与气味，判断发酵程度。一两天后就可饮用，过三五天，酒劲可达十几度。

## 历史逸闻
稠酒历史可以追溯到唐代，诗仙李白当年好饮此酒，杜甫诗句中“李白斗酒诗百篇”中的“斗酒”便指稠酒。郭沫若曾评价稠酒“不象酒、胜似酒”。